# Кальдара, Маттиа
Маттиа Кальдара (итал. Mattia Caldara; род. 5 мая 1994, Бергамо, Ломбардия) — итальянский футболист, защитник клуба «Модена».

## Клубная карьера
Маттиа родился в Бергамо, и начал свою карьеру в родном городе, играя в молодёжных командах клуба «Аталанта». Он играл за команду «примаверы» с 2011 по 2014 год, (сезон 2013/14 Кальдара играл уже в двадцатилетнем возрасте), а 5 мая 2014 года Кальдара дебютировал за основную команду в Серии А, выйдя на замену во втором тайме матча с «Катанией».
2 августа 2018 года Кальдара официально стал игроком «Милана», спустя всего две недели с момента презентации в качестве игрока «Ювентуса». Трансфер состоялся в рамках прямого обмена на Леонардо Бонуччи, выразившего желание вернуться обратно в Турин. Стоимость обоих игроков была оценена клубами в 35 млн евро.
20 сентября 2018 года дебютировал за «Милан» в выездом матче Лиги Европы 2018/19 против люксембургского «Дюделанжа», выйдя на поле в стартовом составе.
12 января 2020 года было анонсировано, что Кальдара на правах аренды присоединится к «Аталанте» до июня 2021 года.

## Личная жизнь
В 2018 году поступил на заочное отделение одного из Римских вузов, в рамках трехлетней программы изучает экономику и менеджмент. В свободное время много читает, в частности русскую классическую литературу. Одним из своих любимых писателей называет Фёдора Достоевского.